# 389 Dywizja Piechoty (III Rzesza)
389 Dywizja Piechoty (niem. 389. Infanterie-Division) – niemiecka dywizja z czasów II wojny światowej, uczestniczyła w walkach przeciw Armii Czerwonej. Zniszczona pod Stalingradem.
Sformowana na poligonie w Milovicach niem. Milowitz na mocy rozkazu z 27 stycznia 1942, w 18. fali mobilizacyjnej w XII Okręgu Wojskowym. Brała udział w walkach na terytorium Związku Radzieckiego w rejonie rzek Doniec i Oskoł oraz pod Stalingradem. W kotle pod Stalingradem została zniszczona przez Armię Czerwoną.

## Dowódcy dywizji
- gen. por. Erwin Jänecke 1 II 1942 – 1 XI 1942;
- gen. mjr Erich Magnus 1 XI 1942 – 1 II 1943;
- gen. mjr Erwin Gerlach 15 IV 1943 – 1 VI 1943;
- gen. mjr Kurt Kruse 1 VI 1943 – VII 1943;
- gen. mjr Erwin Gerlach  VII 1943 – 30 XI 1943;
- gen. mjr Paul Herbert Forster 30 XI 1943 – 1 IV 1944;
- gen. por. Walter Hahm 1 IV 1944 – 30 IX 1944;
- gen. por Fritz Becker 30 IX 1944 – 25 III 1945;
- płk Walter Rolin (?)

## Struktura organizacyjna
- Skład w styczniu 1942:

544., 545. i 546. pułk piechoty, 389. pułk artylerii, 389. batalion pionierów, 389. oddział przeciwpancerny, 389. oddział łączności, 389. polowy batalion zapasowy;
- Skład w marcu 1943:

544., 545. i 546. pułk grenadierów, 389. pułk artylerii, 389. batalion pionierów, 389. oddział rozpoznawczy, 389. oddział przeciwpancerny, 389. oddział łączności, 389. polowy batalion zapasowy;
- Skład w grudniu 1943:

544., 545. i 546. pułk grenadierów, 389. pułk artylerii, 389. batalion pionierów, 389. batalion fizylierów, 389. oddział przeciwpancerny, 389. oddział łączności, 389. polowy batalion zapasowy;
- Skład w lipcu 1944:

544., 545. i 546. pułk grenadierów, 389. pułk artylerii, 389. batalion pionierów, 389. batalion fizylierów, 389. oddział przeciwpancerny, 389. oddział łączności, 389. polowy batalion zapasowy;